# Diane Detzer
Diane Detzer de Reyna (geboren am 13. Mai 1930 in Ridgefield, Connecticut; gestorben 1992 ebenda) war eine amerikanische Science-Fiction-Autorin. Sie verwendete auch die Pseudonyme Adam Lukens und Jorge de Reyna.
1958 veröffentlichte sie eine erste Kurzgeschichte in dem von Robert W. Lowndes herausgegebenen Pulp-Magazin Science Fiction Stories. 1959 erschien ein erster Roman The Sea People (deutsch Die Anderen), in dem ein auf einer fremden Welt gestrandeter Astronaut mit telepathisch begabten Unterwasserwesen konfrontiert wird. Dieser wie auch die folgenden Romane von Detzer gelten als konventionelle Space Opera.
Einige ihrer Romane erschienen übersetzt in der deutschen SF-Heftromanserie der Utopia Zukunftsromane.

## Bibliografie
als Adam Lukens
- The Sea People (1959)
  - Deutsch: Die Anderen. Übersetzt von Walter Ernsting. Gebrüder Zimmermann (Balowa Bestseller des Kosmos), 1961. Auch als: Moewig (Terra #207), 1961.
- Conquest of Life (1960)
- Sons of the Wolf (1961)
  - Deutsch: Magier, Menschen, Wölfe. Pabel (Utopia Zukunftsroman #366), 1963
- The Glass Cage (1962)
  - Deutsch: Gehaßt, gehetzt, gefangen. Pabel (Utopia Zukunftsroman #360), 1963
- The World Within (1962)
  - Deutsch: Welt hinter Spiegeln . Pabel (Utopia Zukunftsroman #385), 1963
- Alien World (1963)
  - Deutsch: Der Priester-König. Pabel (Utopia Zukunftsroman #402), 1964
- Eevalu (1963)

als Diane Detzer
- The Tomb (1958, Kurzgeschichte)
- Planet of Fear (1968)

als Jorge de Reyna
- The Return of the Starships (1968)